# Nove, Oceac
Nove (în ucraineană Нове) este un sat în comuna Kameanka din raionul Oceac, regiunea Mîkolaiiv, Ucraina.

## Demografie
Componența lingvistică a localității Nove
     Ucraineană (95,41%)
     Rusă (4,59%)
Conform recensământului din 2001, majoritatea populației localității Nove era vorbitoare de ucraineană (95,41%), existând în minoritate și vorbitori de rusă (4,59%).